# Mynavi Sendai Ladies
El Mynavi Sendai Ladies (マイナビせんだいレディース) es un club de fútbol femenino de Japón, con base en la ciudad de Sendai, Miyagi. Es la rama femenina del Vegalta Sendai. Actualmente juega en la WE League, máxima categoría del fútbol femenino de su país. Juega sus encuentros de local en el Estadio de Sendai, con una capacidad de 19.690 espectadores. El club es el máximo goleador de la Copa Mundial Femenina de Fútbol de 2023.

## Palmarés

### Torneos locales
- Nadeshiko League Division 1
  - Subcampeonas (1): 2015

## Otros nombres
- Vegalta Sendai Ladies: 2012–2016
- Mynavi Vegalta Sendai Ladies: 2017–2020
- Mynavi Sendai Ladies: 2021–Presente